# Hermann Ebbinghaus
Hermann Ebbinghaus, nemški psiholog, * 24. januar 1850, Barmen, Nemčija, † 26. februar 1909, Halle, Nemčija.
Ebbinghaus je pionir raziskav spomina in poznan predvsem po krivulji pozabljanja in krivulji pomnjenja, ki ju je odkril.